# یحیی انصاری شیرازی
یحیی انصاری شیرازی (زادهٔ ۱۳۰۶ –درگذشتهٔ ۱۴ دیِ ۱۳۹۳) مجتهد شیعی ایرانی و استاد اخلاق، عرفان و فلسفه حوزه علمیه قم و از مهم‌ترین مدرسان حکمت متعالیه و شرح منظومه ملا هادی سبزواری بود و از این رو به «شیخ‌الاشراق» و «قدوة المتألهین» لقب گرفته بود.

## زندگی
یحیی انصاری شیرازی به سالِ ۱۳۰۶ در روستای نوایگان شهرستان داراب زاده شد. پدر و جد وی از روحانیون ناحیه فارس و داراب بودند. جد وی زکریا انصاری از همرزمان سید عبدالحسین لاری علیه نفوذ انگلیس به‌شمار می‌رفت و طرفدار نهضت مشروطه بود؛ وی از سوی آخوند خراسانی (رهبر مشروطه ایران) انگشتری را به عنوان تبرک دریافت داشته بود و هنگام کشته شدن نیز آن را به دست داشت.
وی بسیار با مثنوی مولوی و دوبیتی‌های باباطاهر مأنوس بوده و از خود نیز گاه اشعاری سروده است.

### تحصیلات
یحیی انصاری در سال ۱۳۲۰ برای ادامه تحصیل، وارد حوزه علمیه شیراز شد و پس از ۱۰ سال، برای دروس خارج عازم قم شد. در آنجا وی از شاگردان سید محمدحسین طباطبایی در درس فلسفه و از شاگردان خصوصی روح‌الله خمینی و از هم‌درسان و دوستان جوادی آملی، و حسن‌زاده آملی بود و با ابراهیم امینی، سید عباس ابوترابی، احمد احمدی و غلامحسین ابراهیمی دینانی نیز رابطه دوستی داشت.

### استادان
سید رضابهاءالدینی ومحمد جواد انصاری همدانی، سید حسین طباطبایی بروجردی، سید روح‌الله خمینی، سید محمد رضاگلپایگانی، مرتضی حائری، سید محمد حسین طباطبایی، الهی طباطبایی، سید محمدباقر سلطانی و محمد علی اراکی از استادان وی بودند.

### تدریس
تدریس در حوزه علمیه را به صورت رسمی از سال ۱۳۴۰ آغاز کرد. وی علاوه بر تدریس دروس فقهی و رسمی حوزه در زمینه فلسفه و عرفان مدرس کتب شرح فصوص قیصری، تمهید القواعد و مصباح الانس، منازل السائرین، منظومه ملاهادی سبزواری و «اسفار اربعه» ملاصدرا بود.

### فعالیت‌های سیاسی و اجتماعی
وی سابقه مبارزه با دولت پهلوی و بازداشت در زندان‌های ساواک و سه سال تبعید در کوهدشت لرستان و نائین اصفهان را دارد. انصاری شیرازی، یکی از دوازده نفری بود که پس از رحلت بروجردی، مرجعیت روح‌الله خمینی را در سال ۱۳۴۲ تأیید کرد.
در مرداد ماه سال ۱۳۴۳ پس از منبر رفتن در مسجد امام حسن (ع)، مورد تذکّر قرار گرفت. در مورخه ۱۲ / ۱۲ / ۴۳ به جرم اقدام ضد امنیت داخلی دستگیر و بازداشت شد و در مورخه ۷ / ۱ / ۴۴ از زندان آزاد و قرار بازداشت وی به قرار التزام عدم خروج از حوزه قضایی تهران تبدیل گردید. او در پی ایراد سخنرانی‌های افشاگرانه در مورخه ۲ / ۱۰ / ۴۴ از سوی ساواک ممنوع‌المنبر شد. در یکی از گزارش‌های ساواک دربارهٔ وی چنین آمده است: «نامبرده بالا از روحانیون ناراحت و اخلالگر و طرفدار خمینی در شهرستان قم بوده که در فعالیت‌های ضد امنیتی و تحریک طلاب علوم دینی و متعصبین مذهبی به شورش و بلوا دخالت داشته که به همین جهت وضعیت یاد شده در کمیسیون امنیت اجتماعی مورخه ۲۲ / ۵ / ۵۲ شهرستان قم مطرح و نتیجتاً به سه سال اقامت اجباری در کوهدشت لرستان محکوم گردیده که در حال حاضر متواری می‌باشد.»
شعری از او در توصیف خمینی: «بنگر نشسته چون ماه/ با یک جهان نباهت/ مرد رشید عرفان/ بر مسند فقاهت.»
در جریان سفر تاریخی و مهم سید علی خامنه‌ای به قم در سال ۱۳۸۹ که مراجع به دیدار او رفتند انصاری شیرازی نیز به دیدار او رفت و در یک مصاحبه، گله‌مندی خود را از عدم حضور و دیدار حسین وحید خراسانی از رهبر نظام چنین بیان کرده بود: «بنده خیلی در این روزها در تشویش هستم که چرا آقای وحید به دیدن آقای خامنه‌ای نیامد و این واقعاً یک نقیصه‌ای شده است برای بیت ایشان.»
وی سابقه عضویت و همکاری با جامعه مدرسین حوزه علمیه قم داشته است.
انصاری منبر را از اوّل جوانی شروع کرده و بارها در فسادرروستایی صحرارود، رفسنجان، شیراز، قم و دیگر مناطق به منبر رفته است. منبر او شامل روشنگری‌هایی دربارهٔ رژیم طاغوت، توجه و هشدار به التقاط و دفاع و تلاش برای حکومت شیعه بوده است.

### درگذشت
انصاری شیرازی سحرگاه روز یکشنبه ۱۴ دی‌ماه ۱۳۹۳ مصادف با ۱۲ ربیع‌الاول ۱۴۳۶ در شهر قم درگذشت.
در ساعات اولیه مراجع تقلید از جمله مکارم شیرازی و نوری همدانی، جامعه مدرسین حوزه علمیه قم و مدیریت حوزه علمیه استان قم درگذشت وی را تسلیت گفتند؛ و نمایندگان مراجع تقلید، سید هاشم حسینی بوشهری (مدیر حوزه قم) و سید حسن خمینی برای تسلیت به منزل وی مراجعه کردند. سپس روسا قوای سه‌گانه، رئیس مصلحت نظام و بعضی دیگر مسئولین نظام و پس از آن علی خامنه‌ای رهبر جمهوری اسلامی، عبدالله جوادی آملی و دبیرکل مجمع نیروهای خط امام(سید هادی خامنه‌ای) پیام تسلیت ارسال کردند. در پیام‌های تسلیت از وی به عنوان عارف وارسته یا عالم ربانی یاد شده است.
پیکر وی در روز دوشنبه ۱۵ دی ۱۳۹۳ در قم تشییع و پس از اقامه نماز میت توسط مکارم شیرازی در حرم فاطمه معصومه به خاک سپرده شد.

## آثار
- «مجموعه چهار جلدی شرح منظومه و حکمت» که با تأکید و به سفارش حسن‌زاده آملی از روی سخنان درسی وی پیاده‌سازی و منتشر شده است.[۱۳][۱۴]
- «حکمت ناب» شامل گفتارهای اخلاقی و عرفانی وی[۱۵]
- مجموعه اشعار و قصائد و غزلیات
- رساله‌ها و جزوات متعدد چاپ نشده

## نظرها دربارهٔ وی
از عبدالله جوادی آملی نقل شده است: «تا وقتی آقای انصاری شیرازی یک جلد اسفار درس می‌دهند ما دیگر درس نمی‌دهیم.»

به نقل از محمدمهدی مهندسی (شاگرد برجستهٔ وی)؛ سید روح‌الله خمینی دربارهٔ او گفته بود: «ما تا وقتی که افرادی مثل آقای بهجت و آقای انصاری را داریم گزندی به این مملکت نخواهد رسید.» و وی را ذوالشهادتین می‌دانست. همچنین محمدتقی بهجت دربارهٔ او گفته بود: «ما تا آقای انصاری را داریم، مشکلی نداریم.»

احمد عابدی دیگر شاگرد وی دربارهٔ او گفته بود: «هرگز سر درس روی صندلی یا منبر یا حتی پله اول منبر ننشست... روی زمین جلوی منبر می‌نشست.» عابدی همچنین در روز درگذشت او در ابتدای درس خارج فقه و اصول اظهار داشته بود: «اگر بگویم بعد از حجت بن الحسن، متواضع‌ترین انسان روی زمین، آقای انصاری شیرازی است، اغراق نکرده‌ام.»

مصطفی بروجردی در مقاله‌ای که به مناسبت درگذشت او منتشر کرد، نوشت: «این عالم ربانی مجسمه عفت و حیا، اخلاق و تواضع، حلم و خویشتنداری بود.»

### تجلیل از وی
مجمع عالی حکمت اسلامی در سال ۱۳۸۹ از مقام علمی یحیی انصاری شیرازی تجلیل کرد. متن لوح تقدیر همایش را جوادی آملی نوشت و سبحانی و مصباح یزدی آن را امضاء کردند. جوادی آملی در این متن وی را «قدوة المتالهین» خطاب کرده بود.